# 294. Infanterie-Division (Wehrmacht)
La 294. Infanterie-Division fu una divisione dell'esercito tedesco attiva durante la seconda guerra mondiale, che venne creata nel 1940 e fu impiegata nella campagna di Francia, nella campagna dei Balcani e sul fronte orientale, dove fu distrutta nel 1944.

## Storia

### Formazione e primi anni
La divisione fu costituita il 6 febbraio 1940 nell'area di Döbeln e venne inizialmente impiegata nella campagna di Francia in Belgio e Francia. Il 15 ottobre 1940 cedette un terzo delle sue unità alla 304. Infanterie-Division. Nella primavera del 1941 prese parte alla Campagna dei Balcani.

### Fronte orientale
Dal luglio 1941 fu schierata sul fronte orientale con l'Heeresgruppe Süd e prese parte a numerose operazioni di combattimento nei pressi di Kharkov ed alla fine di dicembre furono assegnati alla divisione 1 battaglione di fanteria, 1 compagnia di cacciacarri e 1 plotone, dalla disciolta 239. Infanterie-Division. Nel 1942 prese parte all'Operazione Blu e nel novembre 1943, le perdite sul Mius furono così elevate che la divisione, che ora era composta da un solo gruppo di combattimento, dovette ritirarsi sulle alture di Nikopol e riacquistò la piena forza di combattimento solo attraverso l'integrazione dei resti della 333. Infanterie-Division. Nell'agosto del 1944, la divisione venne distrutta nei pressi di Chisinau durante l'offensiva Iași-Kišinëv dell'Armata Rossa e venne ufficialmente sciolta il 9 ottobre 1944.

## Ordine di battaglia
294. Infanterie-Division 1940
- Infanterie-Regiment 513
- Infanterie-Regiment 514
- Infanterie-Regiment 515
- Artillerie-Regiment 294
- Feldersatz-Bataillon 294
- Panzerabwehr-Abteilung 294
- Pionier-Bataillon 294
- Infanterie-Divisions-Nachrichten-Abteilung 294
- Infanterie-Divisions-Nachschubführer 294

294. Infanterie-Division 1943
- Grenadier-Regiment 513
- Grenadier-Regiment 514
- Divisions-Gruppe 333
- Divisions-Füsilier-Bataillon 333
- Artillerie-Regiment 294
- Feldersatz-Bataillon 294
- Panzerjäger-Abteilung 294
- Pionier-Bataillon 294
- Infanterie-Divisions-Nachrichten-Abteilung 294
- Infanterie-Divisions-Nachschubführer 294

294. Infanterie-Division 1944
- Grenadier-Regiment 513
- Grenadier-Regiment 514
- Grenadier-Regiment 685
- Divisions-Füsilier-Bataillon 294
- Artillerie-Regiment 294
- Feldersatz-Bataillon 294
- Panzerjäger-Abteilung 294
- Pionier-Bataillon 294
- Infanterie-Divisions-Nachrichten-Abteilung 294
- Infanterie-Divisions-Nachschubführer 294

## Decorazione
Alcuni soldati della 294. Infanterie-division furono premiati per le loro azioni in guerra:
- Croce Tedesca
  - in oro: 10
- Croce di Cavaliere della croce di ferro: 13[3]
  - Croce di Cavaliere con foglie di quercia: 1
- Distintivo per combattimenti ravvicinati:
  - in bronzo: 2

## Comandanti
- Generalleutnant Otto Gabcke (13 febbraio 1940 - 22 marzo 1942)
- General der Infanterie Johannes Block (22 marzo 1942 - 12 agosto 1943)
- Generalmajor Hermann Frenking (12 agosto 1943 - 24 dicembre 1943)
- Generalmajor Werner von Eichstädt (24 dicembre 1943 - 9 ottobre 1944)[1]